# 横雲橋
横雲橋（おううんばし）は、新潟県阿賀野市と新潟市江南区の阿賀野川に架かる新潟県道586号水原亀田線の道路橋梁。東詰側は阿賀野市深堀、西詰側は江南区横越中央に位置する。

## 概要
橋長905.1 m、幅員7.6 mを有する22径間単純桁橋および下路平行弦6連ワーレントラス橋。右岸の河川敷に架かる東詰側が桁橋、阿賀野川に架かる西詰側がトラス橋となっている。2車線を有し、下流側に歩道橋を併設している。
当橋梁の下流側には新潟県道46号新潟中央環状線の大阿賀橋が、上流側には国道49号の新横雲橋がそれぞれ架橋されている。
なお、当橋梁は総重量20tを超える車両は原則として通行できず、事前に特殊車両として通行許可の申請が必要となっている。申請を行っていない車両は前述の新横雲橋へ迂回する必要がある。

## 歴史
1875年（明治8年）10月、橋長311 m、全幅5.4 mの木橋として架橋され開通。当時の新潟県令楠本正隆が「大河に雲がたなびくような長い橋」と形容したことから「横雲橋」と命名された。
5代目の現橋梁は1963年（昭和38年）5月8日に開通。国道49号の改良事業の一環として架け替えられた。